# Жюльен, Андре-Дамьен-Фердинанд
Андре-Дамьен-Фердинанд Жюльен (фр. André-Damien-Ferdinand Jullien; 25 октября 1882, Пелюссен, Франция — 11 января 1964, Рим, Италия) — французский кардинал. Декан Трибунала Священной Римской Роты с 30 октября 1944 по 15 декабря 1958. Титулярный епископ Корони с 5 по 19 апреля 1962. Кардинал-дьякон с 15 декабря 1958, с титулярной диаконией Сан-Джорджо-ин-Велабро с 18 декабря 1958.

## Источник
- Информация  (англ.)